# Fani Psata
Fani Psata (gr. Φανή Ψαθά; ur. 2 lutego 1976) – grecka zapaśniczka walcząca w stylu wolnym. Olimpijka z Aten 2004, gdzie zajęła dziesiąte miejsce w kategorii 48 kg.
Jedenastokrotna uczestniczka mistrzostw świata; czwarta w 2003.
Zdobyła srebrny medal na mistrzostwach Europy w 2006 i brązowy w 2007. Złota medalistka igrzysk śródziemnomorskich w 2005 i piąta w 2009. Dziewiąta w Pucharze Świata w 2003. Trzecia na akademickich MŚ w 2004 roku.
- Turniej w Atenach 2004

Wygrała z Tunezyjką Fadilą al-Lawati i przegrała z Lidiją Karamczakową z Kazachstanu i Iryną Merłeni z Ukrainy.